# Su Yiming
Su Yiming (chinesisch 苏翊鸣; * 18. Februar 2004 in Jilin) ist ein chinesischer Snowboarder.

## Werdegang
Er startet in den Freestyledisziplinen. Mit seinem Weltcupsieg im Steamboat Ski Resort am 4. Dezember 2021 wurde er der erste chinesische Snowboarder, der im Weltcup auf dem Podium stand.
Er nahm an den Olympischen Winterspielen 2022 teil, wo er Silber im Slopestyle und Gold im Big Air gewann und damit nach Liu Jiayu der zweite chinesische Athlet wurde, der eine olympische Medaille im Snowboarding gewinnen konnte.

## Erfolge

### Olympische Spiele
- 2022 Peking: 1. Platz Big Air, 2. Platz Slopestyle

### Weltmeisterschaften
- 2025 Engadin: 2. Platz Slopestyle, 38. Platz Big Air

### Winter-X-Games
- 2023 Aspen: 3. Platz Big Air
- 2025 Aspen: 5. Platz Big Air

### Weltcup

#### Weltcupsiege
| Nr. | Datum            | Ort       | Disziplin |
| --- | ---------------- | --------- | --------- |
| 1.  | 4. Dezember 2021 | Steamboat | Big Air   |
| 2.  | 2. Dezember 2023 | Peking    | Big Air   |

#### Weltcup-Gesamtplatzierungen
| Saison  | Park & Pipe | Park & Pipe | Slopestyle | Slopestyle | Big Air | Big Air |
| Saison  | Punkte      | Platz       | Punkte     | Platz      | Punkte  | Platz   |
| ------- | ----------- | ----------- | ---------- | ---------- | ------- | ------- |
| 2019/20 | 240         | 97.         | -          | -          | 240     | 33.     |
| 2021/22 | 202         | 7.          | 102        | 13.        | 100     | 1.      |
| 2023/24 | 225         | 10.         | 45         | 14.        | 180     | 2.      |
| 2024/25 | 241         | 8.          | 186        | 3.         | 99      | 11.     |